# UiOne
uiOne是美國Qualcomm公司推出的BREW GUI，由TrigML、Trig、Actor、TrigPlayer等部份組成。TrigML和BUIW可說是uiOne的組成核心，TrigML本身類似網頁上的Script，用來撰寫Trig模組之用。uiOne本身屬於描述架構，在應用上分成：邏輯部分（Actor）和UI要素（Trig）分為兩部分，Actor是為Trig模組提供服務，比如接收鍵盤事件，對檔案處理，播放MP3等工作。2006年6月Qualcomm推出uiOne SDK 1.2版。

## uiOne SDK
- TrigML：類似網頁上的Script。
- Trig：UIONE界面，由TrigML撰寫而成，是一个DLL或者MOD，由BUILDER生成。
- Actor：TRIG提供服務的，比如接收鍵盤事件，對檔案處理，播放MP3等工作。
- TrigPlayer：解譯TrigML，可實現UI的顯示。
- TrigPublisher：